# Mouvement Baath
Le mouvement Baath (arabe : حركة البعث) est un parti politique tunisien rattaché au Parti Baas.
Œuvrant dans la clandestinité à partir des années 1960, le courant baasiste est revendiqué par différentes factions et groupes dont celui d'Othman Belhaj Amor et Mohamed Boussairi Akermi, qui présentent juste après la révolution de 2011 une demande de légalisation de leur mouvement.

## Histoire du courant baasiste en Tunisie
Selon Taoufik Medini, les étudiants maghrébins en Irak et en Syrie jouent un rôle essentiel dans la propagation du courant baasiste, notamment en Tunisie et en Libye puis en Algérie. Il cite l'exemple d'Aboulkacem Mohamed Karrou qui est le premier à exprimer son admiration pour le Baas en créant en 1955 une série de publications appelée Kitab Al Baâth.
Avant 1966, la stratégie du Baas consiste en l'infiltration du Parti socialiste destourien (PSD) au pouvoir. Certains y adhèrent comme Amor Sehimi dont l'adhésion au PSD crée des remous — il en est exclu par la suite puis assassiné à Beyrouth en 1969 dans des conditions non-élucidées — et le poète Midani Ben Salah.
La majorité refuse cette démarche, comme deux figures de proue du Baas supra-national — Messaoud Chebbi et Mohamed Salah Hermassi —, Abderrazak Kilani (homonyme du ministre), Ali Chelfouh, Belgacem Chebbi et Tahar Abdallah ; ce dernier est chargé par la direction panarabe du Baas de créer des cellules secrètes dans plusieurs villes tunisiennes. En 1966, Salah Jedid dirige un coup d'État en Syrie, qui renverse le régime baasiste d'Amine al-Hafez et le remplace par un régime plus proche du maoïsme ; le fondateur du Baas, Michel Aflak, est chassé du pays. Cet évènement divise les baasistes tunisiens : certains le soutiennent et d'autres restent fidèles à la ligne d'Aflak (Messaoud Chebbi, Mohamed Salah Harrath et Ali Najjar).
Le durcissement du régime en Tunisie amorce en 1968 les procès politiques d'étudiants et militants de gauche qui touche trois groupes : les communistes, les trotskistes (groupe Perspectives tunisiennes) et les baasistes. Ce dernier groupe compte quatorze accusés, dont le chef de file est le professeur Mohamed Béchir Arfa Chebbi, et six autres proches parents dont Ahmed Néjib Chebbi, Mohamed Mokhtar Arbaoui, Mohamed Messaoud Chebbi, Hechmi Troudi (rédacteur au journal Le Maghreb), Abdallah Dey Chebbi, etc. Jugés par contumace, ils écopent de cinq ans de prison. Un nouveau procès a lieu devant le tribunal de sécurité de l'État présidé par Ali Cherif, secondé par Hechmi Zammel, Béchir Zahra, Mohamed El Habib et Houcine Maghrebi ; le verdict prononcé le 12 février 1969 est le suivant :
- Onze ans de prison pour Ahmed Néjib Chebbi ;
- Dix ans de prison assortis de cinq ans de résidence surveillée pour Amor Sehimi, Ali Chelfouh et Tahar Abdallah ;
- Cinq ans de prison pour Mohamed Messaoud Chebbi et Ahmed Saïd Bellazhar ;
- D'autres peines prononcées contre 25 autres accusés dont Mohamed Salah Felis et Mohamed Lazhar Seddik.

Le mouvement Baath fait parler de lui jusqu'en 1972, mais l'échec des tentatives d'unification des pays arabes et le conflit des factions irakiennes et syriennes du Baas se répercutent sur les baasistes tunisiens qui n'ont plus de place à l'université et qui choisissent la clandestinité. Plusieurs d'entre eux, à l'instar de Chebbi, se radicalisent et adhèrent au marxisme-léninisme, dans le cadre du groupe El Amal Ettounsi.
Ce n'est qu'au début des années 1980 que Faouzi Senoussi crée le mouvement Baath avec notamment Afif Bouni. Après le 7 novembre 1987, ce dernier se rapproche du Rassemblement constitutionnel démocratique (RCD). Le président Zine el-Abidine Ben Ali qui veut contrôler les divers mouvements nationalistes et empêcher Béchir Essid, soutenu alors par Mouammar Kadhafi, d'accroître son audience, charge un membre du comité central du RCD, Abderrahmane Tlili, d'unifier tous les courants nationalistes arabes en un seul parti, l'Union démocratique unioniste (UDU), en 1988. Certains baasistes rejoignent l'initiative à l'instar d'Ali Chelfouh (obédience syrienne) et Midani Ben Salah (obédience irakienne). Quelques semaines après, Senoussi décède d'un arrêt cardiaque dans des conditions obscures. L'UDU se révèle être un satellite du RCD et les baasistes la quittent.

## Officialisation du mouvement
Le mouvement Baath est l'un des premiers partis politiques à être autorisés après la révolution de 2011. Ayant déposé sa demande le 20 janvier 2011, il constitue son premier comité autour d'Othman Belhaj Amor et Mohamed Boussairi Akermi avec la composition suivante : 
- Coordinateur général : Othman Belhaj Amor ;
- Secrétaire général : Mohamed Boussairi Akermi ;
- Secrétaire général adjoint : Boujemâa Dendani ;
- Membres : Hassene Kassar, Romdhan Saoudi, Hedi Methlouthi, Radhouan Ayadi, Abderrahman Brahmi, Mohamed Sadok Mansour, Abdelaziz Bouazzi et Mokdad Ben Malek.

Son programme est bâti autour de la devise « Unité, liberté, socialisme » mais la cohabitation échoue et Akermi se retire.
Le premier congrès, qui a lieu du 3 au 5 juin 2011, élit la direction suivante :
- Secrétaire général : Othman Belhaj Amor ;
- Secrétaire général adjoint : Boujemâa Dendani ;
- Porte-parole : Ezzedine Qoutali ;
- Membres : Romdhan Saoudi, Belgacem Soualhia, Youssef Cherni, Sana Jaballah, Fatma Zohra Fekih, Mohamed Ech, Mohamed Habib Karray, Abderrahman Brahmi, Abdelaziz Bouazzi, Ahmed Neffati, Brahim Bouyahya et Hassène Kassar.

La renonciation des baasistes de la ligne irakienne à la laïcité fait penser à un rapprochement éventuel du mouvement avec le mouvement islamiste Ennahdha, mais Belhaj Amor refuse catégoriquement tout rapprochement. Lors de la constitution du Front populaire, formé autour du Parti des travailleurs et du Mouvement des patriotes démocrates (MOUPAD), le mouvement Baath y adhère malgré sa rivalité avec l'autre mouvement baasiste, le Parti d'avant-garde arabe démocratique, allié du MOUPAD lors de l'élection de l'assemblée constituante tenue le 23 octobre 2011.

## Poids électoral
Lors de l'élection du 23 octobre 2011, le mouvement Baath présente 17 listes. Ses meilleurs résultats sont obtenus dans les régions occidentales du pays, alors qu'il n'a aucune présence au Sud-Est et ne semble pas avoir d'implantation dans le Sahel.
| Circonscription | Tête de liste        | Voix obtenues | Classement de la liste | Pourcentage |
| --------------- | -------------------- | ------------- | ---------------------- | ----------- |
| Siliana         | Noura Boukhari       | 763           | 16e                    | 1,08 %      |
| Kasserine       | Mohamed Naceur Mejri | 1 361         | 18e                    | 1,06 %      |
| Gafsa           | Chaffaï Aliani       | 1 115         | 21e                    | 0,92 %      |
| Sidi Bouzid     | Abderrahman Brahmi   | 1 166         | 16e                    | 0,92 %      |
| Le Kef          | Hassène Chikhaoui    | 421           | 39e                    | 0,49 %      |
| Nabeul 2        | Hédi Methlouthi      | 606           | 28e                    | 0,48 %      |
| Béja            | Faouzi Jabri         | 480           | 34e                    | 0,48 %      |
| Jendouba        | Habib Tissaoui       | 553           | 43e                    | 0,47 %      |
| Tunis 2         | Hassène Kassar       | 897           | 17e                    | 0,40 %      |
| Sfax 1          | Mohamed Lassoued     | 443           | 37e                    | 0,29 %      |
| Nabeul 1        | Salah Baccouche      | 493           | 38e                    | 0,29 %      |
| Manouba         | Youssef Cherni       | 384           | 42e                    | 0,29 %      |
| Sfax 2          | Safia Zouari         | 599           | 40e                    | 0,28 %      |
| Tunis 1         | Boujemâa Dendani     | 475           | 43e                    | 0,23 %      |
| Ariana          | Jilani Ben Mohamed   | 433           | 42e                    | 0,22 %      |
| Sousse          | Chiheb Yaâcoub       | 413           | 47e                    | 0,17 %      |
| Ben Arous       | Mokdad Ben Malek     | 382           | 50e                    | 0,16 %      |
| Niveau national | 17 listes            | 10 984        | 33e                    | 0,27 %      |